# Niederländische Beteiligung am Krieg in Afghanistan

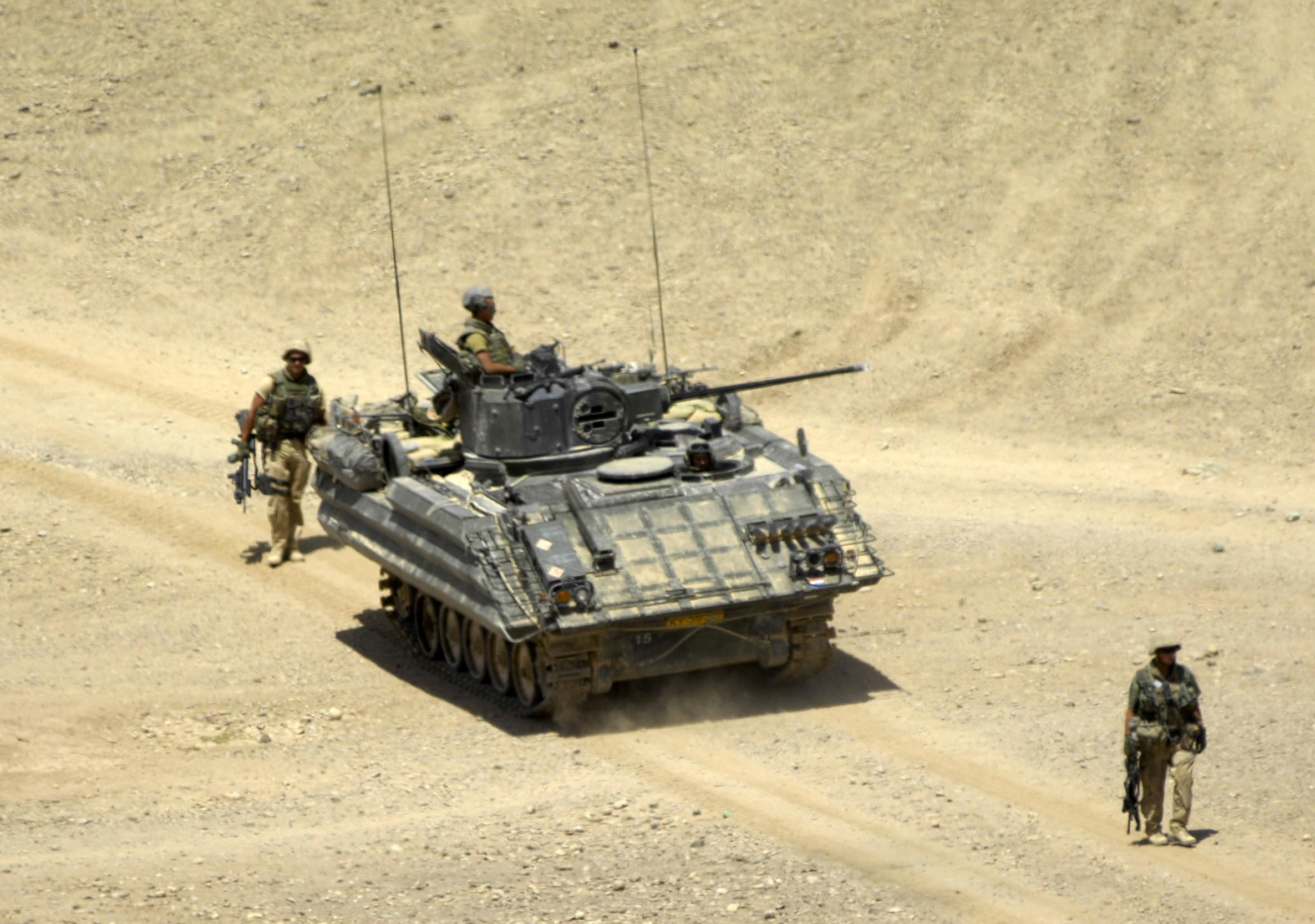
Niederländische Soldaten des 2. Zugs der E-Kompanie, Kampfgruppe 7, Task Force Uruzgan, gehen mit einem Schützenpanzer YPR765 auf dem Weg zu einer Überwachungsposition bei Mirabad.

Die niederländische Beteiligung am Krieg in Afghanistan begann 2001. Die niederländischen Streitkräfte waren an der Operation Enduring Freedom beteiligt und sie wurden im Rahmen der ISAF erst in Kabul stationiert, dann folgten ein Einsatz im Norden Afghanistan und ab 2006 kam noch ein Einsatz im Süden hinzu. Von 2015 bis 2021 beteiligten sie sich an Resolute Support.

## Einsatz
Bis zum 16. November 2010 kamen in Afghanistan 25 Soldaten der Niederländischen Streitkräfte zu Tode.
Einige militärische Operationen mit niederländischer Beteiligung waren:
- Operation Medusa 2. September bis zum 17. September 2006
- Operation Kryptonite Anfang Februar bis zum 12. Februar 2007
- Schlacht von Chora 15. Juni bis 19. Juni 2007
- Operation Spin Ghar 25. Oktober 2007 bis ?
- Operation Tornado 16. bis 26. Oktober 2007

## Geschichte
Nachdem am 20. Dezember 2001 der Sicherheitsrat der Vereinten Nationen mit der Resolution 1386 ein auf sechs Monate begrenztes Mandat zur Aufstellung einer Internationalen Sicherheitsunterstützungstruppe (ISAF) in Afghanistan beschlossen hatte, beteiligten sich etwa 200 Soldaten des niederländischen Heeres, einschließlich einiger Soldaten niederländischer Spezialeinheiten, wie den Korps Commandotroepen, ab Januar 2002 an dem ISAF-Einsatz in Kabul und Umgebung. Dazu gehörte auch, dass vom 10. Februar bis zum 11. August 2003 die Niederlande und Deutschland durch das 1. Deutsch-Niederländische Korps die Führung der ISAF stellte.
Am 1. Oktober 2002 begann der von den Niederlanden geführte Einsatz der European Participating Air Forces (EPAF), ein Kampffliegerverband aus dänischen, niederländischen und norwegischen F-16, der sich von Kirgisistan aus an der Operation Enduring Freedom beteiligte. Beteiligt waren sechs F-16 und insgesamt 450 Niederländer. Der Einsatz dauerte bis Oktober 2003. Im September 2004 wurden noch einmal fünf F-16 stationiert, um die Wahl des afghanischen Präsidenten abzusichern. Von März 2004 bis März 2005 stellten die niederländischen Luftstreitkräfte der ISAF vier AH-64D Apache Kampfhubschrauber in Kabul zur Verfügung. Anschließend wurden acht F-16 bis September 2006 in Kabul stationiert.
Gegen Ende 2004 bauten die Niederlande ein Provincial Reconstruction Team (PRT) im Norden Afghanistans, in Pol-e Chomri in der Provinz Baglan auf. Das PRT wurde 2006 an Ungarn übergeben.
Von April 2005 bis April 2006 waren etwa 250 niederländische Soldaten und vier CH-47 Transporthubschrauber plus Bodenmannschaft in der Provinz Kandahar stationiert.
Im Februar 2006 entschied sich das Kabinett Balkenende II zu den bisher stationierten insgesamt etwa 600 Soldaten, zusätzlich 1.400 Soldaten in die Provinz Uruzgan zu verlegen. Die ersten Soldaten, dieser sogenannten Task Force Uruzgan trafen im März und die anderen im August 2006 in der Provinz ein. Bei diesem Einsatz waren erneut niederländische Spezialeinheiten beteiligt. Große Militärlager mit etwa 1200 niederländischen Soldaten waren das Kamp Holland bei Tarin Kut und das Lager Camp Hadrian für 200 Soldaten bei Dihrawud. Es gab einige weitere kleine Lager. Die Niederländer haben drei Panzerhaubitze 2000 in Afghanistan im Einsatz. In der Provinz sind mit einer größeren Zahl an Soldaten neben den Niederländern auch noch über tausend Australische Soldaten und die Afghanische Nationalarmee stationiert. Auf dem Flughafen von Kandahar waren sechs F-16 Kampfflugzeuge der Niederländischen Luftstreitkräfte stationiert.
Das Regionalkommando Süd hatte eine rotierende Führung zwischen Großbritannien, Kanada und den Niederlanden. Bei den Niederlanden lag die sechs Monate dauernde Führung ab dem 1. November 2006 (Major-General Ton van Loon) und ab dem 1. November 2008 (Major-General Mart de Kruif).
Die Niederlande übernahmen auch am 1. August 2006 die Führung aller in der Provinz Uruzgan unter ISAF-Mandat stationierten Soldaten und sie betrieben im Kamp Holland ein PRT, das sogenannte PRT Uruzgan. Diesem PRT waren etwa 120 niederländische Zivilisten und Militärs sowie Australier und US-Amerikaner zugeordnet. Der von den Niederländern als Tintenfleck-Strategie (englisch: oil spot, ink blot oder ink spot Strategy) bezeichnete Ansatz wurde auch von anderen Staaten, beispielsweise den Briten, angewendet. Dabei werden einige Orte befriedet und anschließend der „sichere“ Bereich ausgeweitet. In der Realität erlebten die Niederländer 2006 und 2007 heftigste Kämpfe, etwa im Juni 2007 die Schlacht von Chora.

“We’re not here to fight the Taliban. We’re here to make the Taliban irrelevant.””

„Wir sind nicht hier um die Taliban zu bekämpfen. Wir sind hier um die Taliban irrelevant zu machen.“

Am 31. März 2009 fand in Den Haag die Internationale Afghanistan-Konferenz statt, bei der die neue US-Strategie von Barack Obama diskutiert und um weitere Finanzhilfe für Afghanistan geworben wurde.
Im Februar 2010 zerbrach die niederländische Regierung unter Jan Peter Balkenende als die im Kabinett Balkenende IV mit regierende sozialdemokratische Partij van de Arbeid sich gegen eine Verlängerung des ISAF-Mandates in der Provinz Uruzgan aussprach und am 20. Februar 2010 ihren Rückzug aus der Regierung bekannt gab. Am 1. August 2010 gaben die Niederlande die Führungsverantwortung in der Provinz Uruzgan ab und zogen die niederländischen Soldaten aus der Provinz ab.
Im Januar 2011 gab die niederländische Regierung unter Mark Rutte bekannt, ihre in Afghanistan stationierten vier F-16 vor Ort im Einsatz zu belassen und eine Polizeimission zu beginnen. 225 Polizei-Trainer sollen in Kabul, der Provinz Kunduz und später in der Provinz Bamiyan eingesetzt werden. Die Regierung verlangt von Afghanistan die Zusicherung, dass die niederländischen Polizisten nicht bei Operationen der afghanischen Armee eingesetzt werden.

## Ziviler Aufbau
Am 26. Januar 2010 richteten die Niederländer in Kotwal (nördlich von Tarin Kut) die erste Wasser Schura aus, bei der über das Wassermanagement in der Region gesprochen wurde.
Die Niederlande sind der drittgrößte Geldgeber für den bei der Weltbank angesiedelten Afghanistan Reconstruction Trust Fund (ARTF). Beim Law and Order Trust Fund for Afghanistan (LOFTA), mit dem Gelder für die Afghanische Nationalpolizei, gesammelt werden, ist ebenfalls die Niederlande ein wesentlicher Geldgeber.

## Kosten
Die Kosten für den niederländischen Einsatz in der Provinz Uruzgan von 2006 bis 2010 betragen 1,4 Milliarden Euro.